# Jacques Boudet (colonel)
Pour les articles homonymes, voir Jacques Boudet (homonymie) et Boudet.
Jacques Boudet, né le 3 octobre 1760 à Caussade, dans le Quercy, où il est mort le 25 mai 1840, est un colonel français de la Révolution et de l’Empire.

## États de service
Il entre en service le 22 novembre 1776, comme simple soldat dans le régiment de Bourgogne-cavalerie, et le 1er octobre 1777, il achète son congé.
De retour dans ses foyers, le gout pour la carrière des armes se réveille bientôt, et il se rengage le 24 juin 1778, dans le régiment de Belsunce, et le 26 août 1781, il achète de nouveau son congé.
Lorsque la Révolution éclate, il reprend du service comme lieutenant de cavalerie, à la Légion des Alpes, ci-devant du « Midi », ou de « Montesquiou » le 3 mai 1792, et il fait la campagne de cette année-là à l’armée des Alpes. Il reçoit son brevet de capitaine le 14 mai 1793, dans ce même régiment devenu 14e régiment de chasseurs à cheval, et il sert à l’armée des Pyrénées orientales de 1793 à l’an III. Il se distingue particulièrement le 18 août 1793, à l’affaire qui a lieu près du village de Milhar[Où ?], lorsque, démonté en chargeant la cavalerie ennemie, il s’empare d’un fusil et continue à se battre jusqu’à la nuit.
Il est nommé chef d’escadron le 4 mars 1794, et il reçoit le 23 avril suivant, l’ordre de marcher à l’ennemi à la tête de l’avant-garde, avec 2 pièces d’artillerie légère. Il pénètre dans le quartier général espagnol, s’empare d’un grand nombre de prisonniers, de 200 pièces de canon et de tous les équipages de l’armée ennemie. Le général Dugommier le porte à l’ordre du jour de l’armée, après lui avoir adressé des félicitations publiques sur le champ de bataille témoin de ses exploits.
De l’an III à l’an V, il sert aux armées des côtes de Brest et des côtes de Cherbourg, au camp de Grenelle, et à l’armée d'Angleterre. Passé à l’armée d’Italie, il y fait les campagnes de l’an VI à l’an IX. Il est promu chef de brigade le 22 août 1798, et le 5 novembre 1799, il fait partie de la division Victor, lorsque séparé du reste de l’armée et ayant tenté plusieurs fois de traverser les lignes ennemies pour rejoindre sa division, il se voit sur le point d’être fait prisonnier. N’écoutant que son courage, et sans faire attention à la supériorité numérique de l’ennemi, il ordonne à sa troupe de franchir le torrent de la Stura, à peu de distance de Coni, et sous le feu de l’artillerie. Il tombe sur les Autrichiens, mais parvient à se dégager sans avoir éprouvé de grandes pertes parmi ses hommes. 
Il est fait chevalier de la Légion d’honneur le 11 décembre 1803, officier de l’ordre et membre du collège électoral du département de Tarn-et-Garonne le 14 juin 1804. Atteint d’infirmités précoces, il est admis à la retraite le 15 décembre 1805. Il est créé chevalier de l’Empire le 26 avril 1810, et il est fait chevalier de Saint-Louis à la Restauration.
Il meurt le 25 mai 1840, à Caussade.

## Distinctions
- Officier de la Légion d'honneur (14 juin 1804) (nommé chevalier en 1803)
- Chevalier de l'ordre royal et militaire de Saint-Louis

## Famille
- Père de Pierre Boudet (1799-1844), député de Tarn-et-Garonne.
- Frère d’Étienne Boudet (1761-1828), sénateur, député et maire de Laval.

## Armoiries
| Armoiries | Nom du chevalier et blasonnement |
| --------- | --- |
|           | Chevalier Jacques Boudet et de l'Empire, lettres patentes du 26 avril 1810. De sinople, à la fasce cousue de gueules chargée du signe des chevaliers légionnaires, accompagnée en chef de deux épées en sautoir d'or et en pointe d'un lévrier courant d'argent.. |

## Sources
- A. Lievyns, Jean Maurice Verdot, Pierre Bégat, Fastes de la Légion-d'honneur, biographie de tous les décorés accompagnée de l'histoire législative et réglementaire de l'ordre, Tome 3, Bureau de l’administration, 1844, 529 p. (lire en ligne), p. 35.
- « Cote LH/308/42 », base Léonore, ministère français de la Culture
- « La noblesse d’Empire » (consulté le 24 février 2016)
- Vicomte Révérend, Armorial du premier empire, tome 1, Honoré Champion, libraire, Paris, 1897, p. 148.
- Léon Hennet, Etat militaire de France pour l’année 1793, Siège de la société, Paris, 1903, p. 209.
- Jacques Boudet  sur roglo.eu